# Суховичи (Калинковичский район)
Суховичи (бел. Сухавічы) — деревня в Шиичском сельсовете Калинковичского района Гомельской области Беларуси.
Рядом Суховичское месторождение торфа с общими запасами 5,5 млн т.

## География

### Расположение
В 13 км на северо-запад от районного центра и железнодорожной станции Калинковичи (на линии Гомель — Лунинец), 136 км от Гомеля.

### Гидрография
На западе канал Ненач.

## Транспортная сеть
Транспортные связи по просёлочной, затем автомобильной дороге Гомель — Лунинец. Планировка состоит из прямолинейной меридиональной улицы, к которой на юге и севере присоединяются короткие широтные улицы. Застройка двусторонняя, деревянная усадебного типа.

## История
По письменным источникам известна с XVIII века как село в Мозырском повете Минского воеводства Великого княжества Литовского. В 1720 году на средства помещицы Т. Комариной построен базилианский монастырь, библиотека которого в то время насчитывала 103 тома.
После 2-го раздела Речи Посполитой (1793 год) в составе Российской империи. В 1795 году центр Суховичского староства, владение Еленских, работала почтовая станция. В 1796 году сгорел монастырский костёл, и в скором времени на том же места было построено новое здание костёла. Действовала православная Иоаннобогословская церковь (в ней хранились метрические книги с 1808 года). В начале XIX века владение казны. В 1830 году закрыт монастырь. В 1836 году построено новое деревянное здание церкви. В 1843 году открыта церковно-приходская школа, которая разместилась в наёмном крестьянском доме, а в 1872 году для неё построено собственное здание. В 1885 году в Речицком уезде Минской губернии. Рядом с деревней в 1878-90 годы экспедицией И. Жилинского проложен магистральный канал Ненач (62 версты). Согласно переписи 1897 года действовали церковь, народное училище, хлебозапасный магазин. В 1908 году в Дудичской волости Речицкого уезда.
С 20 августа 1924 года центр Суховичского (до 1939 года) сельсовета Калинковичского, с 27 сентября 1930 года Мозырского, с 12 февраля 1935 года Домановичского, с 3 июля 1939 года Калинковичского районов Мозырского (до 26 июля 1930 года и с 21 июня 1935 года по 20 февраля 1938 года) округа, с 20 февраля 1938 года Полесской области.
В 1929 году организован колхоз «Красная смена», работали 2 ветряные мельницы, 2 кузницы, начальная школа преобразована в 7-летнюю (в 1935 году 159 учеников). Во время Великой Отечественной войны 77 жителей погибли на фронте. Освобождена 13 января 1944 года. Согласно переписи 1959 года в составе совхоза «Ненач» (центр — деревня Шиичи)).

## Население

### Численность
- 2004 год — 45 хозяйств, 102 жителя.

### Динамика
- 1795 год — 40 дворов.
- 1885 год — 226 жителей.
- 1897 год — 65 дворов 323 жителя (согласно переписи).
- 1908 год — 82 двора, 442 жителя.
- 1959 год — 318 жителей (согласно переписи).
- 2004 год — 45 хозяйств, 102 жителя.

## Персоналии
В селе родились:
- Турцевич, Иван Григорьевич (1856—1938) — историк-античник, византолог, филолог-латинист, педагог, общественный деятель, профессор Историко-филологического института князя Безбородко в Нежине
- Турцевич, Иосиф Григорьевич (1859—1923) — художник-пейзажист, выпускник Императорской Академии художеств в Санкт-Петербурге (классный художник).